# Trebishte Island
Trebishte Island (englisch; bulgarisch остров Требище ostrow Trebischte) ist eine in südost-nordwestlicher Ausrichtung 770 m lange und 380 m breite Insel vor der Nordwestküste der Anvers-Insel im Palmer-Archipel vor der Westküste der Antarktischen Halbinsel. Sie liegt 5,07 km ostnordöstlich des Giard Point, 11,45 km südlich des Quinton Point und 0,22 km südlich von Vromos Island in der Perrier-Bucht.
Britische Wissenschaftler kartierten sie 1980. Die bulgarische Kommission für Antarktische Geographische Namen benannte sie 2013 nach der Ortschaft Trebischte im Süden Bulgariens.